# Ewald Brütsch
Ewald Brütsch (* 9. November 1932 in Zürich) ist ein ehemaliger Radsportler aus der Schweiz und nationaler Meister im Radsport.

## Sportliche Laufbahn
Ewald Brütsch begann 1950 mit dem Radsport. 1952 qualifizierte er sich mit einem Sieg in der Habsburg-Rundfahrt für die damalige A-Klasse der Amateure in der Schweiz. Er bestritt sowohl Strassenrennen als auch Querfeldeinrennen. 1953 hatte er mit dem Sieg in der Tessiner Rundfahrt (bei zwei Etappensiegen) seinen ersten grösseren Erfolg. 1957 nahm er erstmals an der UCI-Weltmeisterschaften im Querfeldeinrennen teil und beendete das Rennen als 32. 1960 konnte er den nationalen Titel im Mannschaftszeitfahren mit seinem Verein RV Zürich gewinnen. Ende 1961 beendete er seine Laufbahn.